# Louis Pirard
Louis Henri Joseph Pirard, né le 2 mars 1868 à Verviers et décédé à Liège le 15 septembre 1948 fut un homme politique wallon socialiste.
Louis Pirard fut avocat au barreau de Verviers, spécialisé dans les procès d’ouvriers; membre protecteur de la Ligue wallonne de Verviers (1913); membre du Comité d'Action wallonne de Verviers (1914); membre de la Ligue wallonne de l’arrondissement de
Verviers (1919).
Il fut conseiller communal (1902-1927) puis échevin de Verviers (1910); élu député de l'arrondissement de Verviers
(1904-1913, 1914-1919); sénateur (1921-1927); ;  délégué de Verviers à l’Assemblée wallonne (1912-1914, 1919-1923).
Il devint finalement le premier gouverneur socialiste en Belgique, prenant fonction dans la Province de Liège (1927-1937). Il fut également membre du Congrès national wallon (1945).